# Canadian Open 2000
Die Canada Open 2000 im Badminton fanden vom 23. bis zum 27. Februar 2000 in Toronto statt.

## Sieger und Platzierte
| Disziplin    | Gold                         | Silber                       | Bronze                            |
| ------------ | ---------------------------- | ---------------------------- | --------------------------------- |
| Herreneinzel | Jyri Aalto                   | Richard Vaughan              | Colin Haughton                    |
| Herreneinzel | Jyri Aalto                   | Richard Vaughan              | Robert Nock                       |
| Dameneinzel  | Takako Ida                   | Katja Michalowsky            | Louisa Koon Wai Chee              |
| Dameneinzel  | Takako Ida                   | Katja Michalowsky            | Charmaine Reid                    |
| Herrendoppel | Ma Che Kong Yau Tsz Yuk      | Howard Bach Mark Manha       | David Bamford Peter Blackburn     |
| Herrendoppel | Ma Che Kong Yau Tsz Yuk      | Howard Bach Mark Manha       | James Anderson Graham Hurrell     |
| Damendoppel  | Joanne Davies Sarah Hardaker | Naomi Murakami Hiromi Yamada | Satomi Igawa Hiroko Nagamine      |
| Damendoppel  | Joanne Davies Sarah Hardaker | Naomi Murakami Hiromi Yamada | Felicity Gallup Joanne Muggeridge |
| Mixed        | Peter Blackburn Rhonda Cator | Mike Beres Kara Solmundson   | Norio Imai Chikako Nakayama       |
| Mixed        | Peter Blackburn Rhonda Cator | Mike Beres Kara Solmundson   | David Bamford Amanda Hardy        |